# Mary Wigman
Mary Wigman, nombre artístico de Karoline Sophie Marie Wiegmann (Hannover, 13 de noviembre de 1886-Berlín Occidental, 19 de septiembre de 1973) fue una bailarina y coreógrafa alemana, principal precursora de la danza expresionista tanto en su país natal como en el extranjero, que influyó en una extensa generación de bailarines. 

## Biografía

### Orígenes
Karoline Sophie Marie Wiegmann nació el 13 de noviembre de 1886 en Hannover en el seno de una familia acomodada. Fue la mayor de tres hermanos (dos mujeres y un varón). Era hija de Heinrich Friedrich Wiegmann (1837-1896), un comerciante de bicicletas, máquinas de coser y productos coloniales, y de Amalie Wiegmann (1857-1936), de soltera Jacobs, quien, además de ayudar en el negocio familiar, se ocupó de los hijos y del hogar. La tienda de los Wiegmann estaba situada en el bajo de un edificio de apartamentos, mientras que la familia vivía en el último piso del bloque. Cuatro años después del nacimiento de la primogénita nació Heinrich (1890-1970), inválido de la Primera Guerra Mundial (1914-1918), seguido cuatro años más tarde de la hija menor, Elisabeth (1894-1981), quien de 1920 a 1935 fue profesora de danza en la escuela abierta por su hermana en Dresde y en 1936 abrió su propia escuela de gimnasia rítmica en Leipzig. En 1896, cuando Marie contaba con nueve años de edad, murió su padre, un suceso que golpeó duramente a la familia. El tío Dietrich Wiegmann (1837-1918), hermano gemelo de su padre, se casó con la madre en 1898 y se hizo cargo de la familia. A pesar de la muerte prematura del padre, su juventud es descrita como un periodo feliz: «Ella es una niña vivaz, siempre ávida de aventuras, que disfruta enormemente de los numerosos viajes de vacaciones».

### Formación artística
En la casa familiar, en Hannover, se leía y se cantaba mucho. Marie compaginó hasta los catorce años sus estudios en el liceo femenino con la formación musical (piano y canto) en el conservatorio de Hannover. Según sus propias palabras, «tenía talento musical y una buena voz», sin embargo, sus padres se opusieron a que emprendiera una carrera como cantante. Posteriormente asistió a internados en Inglaterra y Suiza para mejorar su nivel en lenguas extranjeras. Cuando vio por primera vez a Émile Jaques-Dalcroze (1865-1950) tenía 22 años. La utilización del cuerpo como instrumento musical fascinó a Marie: «Y entonces vi a Jaques-Dalcroze. Ahí supe que quería hacer lo mismo, ¡pero mi madre dijo que no!».
En 1910, a pesar de la negativa de su madre, Marie se trasladó a Hellerau, a las afueras de Dresde, donde asistió a la escuela que acababa de fundar el mencionado compositor y pedagogo suizo. En Hellerau, Mary Wigman, como se hacía llamar, conoció al artista expresionista Emil Nolde (1867-1956), quien más tarde pintó muchos de sus bailes, así como los de Gret Palucca (1902-1993), alumna de Wigman. En aquella época, Wigman tuvo estrechos contactos con el grupo expresionista Die Brücke, mientras que, durante la Primera Guerra Mundial, se relacionó con el grupo dadaísta de Zúrich.
Tras diplomarse en gimnasia rítmica, en 1912, pasó un año en Roma. Durante su estancia en Italia estudió, entre otras cosas, las imágenes de bailarinas que aparecen en la cerámica ática, cuyos cuerpos parecían «vivos», según Wigman. Asombrada por ello y en oposición a la rígidez del ballet, Wigman empezó a experimentar con la danza, bailando de forma improvisada y sin música.

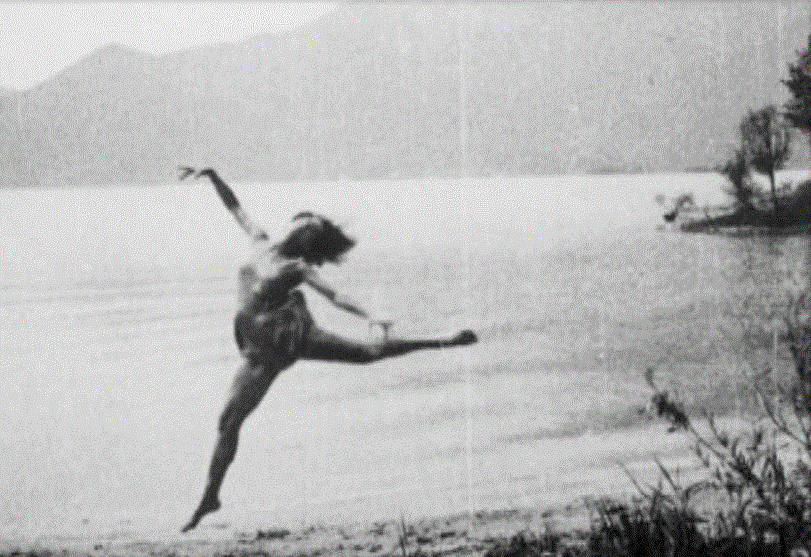
Mary Wigman a orillas del lago Mayor y a los pies del monte Verità, matriculada en la escuela de arte de Rudolf von Laban, entre 1913 y 1919.

En 1913, Wigman continuó formándose bajo la guía de Rudolf von Laban (1879-1958), quien tenía una escuela de verano de expresión corporal en la localidad suiza de Ascona, a orillas del lago Mayor y a los pies del monte Verità. En aquel lugar y hasta 1919, Wigman fue no solo su alumna, sino también su asistente. El espacio, en la escuela de Laban, tenía un papel preponderante y la música, a veces, era sustituida por la percusión o por la palabra.

### Primeros trabajos como artista
El debut en solitario de Mary Wigman con su propia coreografía tuvo lugar el 14 de febrero de 1914 en el palacio Porcia de Múnich. Wigman, con un vestido largo de seda y sin acompañamiento musical (una novedad en Europa), presentó un solo de danza titulado Lento y la demoníaca y expresiva Hexentanz (baile de brujas), cuyas formas corporales distorsionadas y su intensidad dramática configuraron su estilo personal y extremadamente rompedor. El arte de Mary Wiman tuvo una gran relevancia para el compositor y director Carl Orff y su trabajo posterior: «Todas sus danzas estaban animadas por una musicalidad inaudita, incluso la famosa danza sin música Hexentanz. Ella podía hacer música con su cuerpo y convertir la música en algo físico. Su danza me parecía elemental. Yo también buscaba lo elemental, la música elemental».

### Escuela Wigman de Dresde

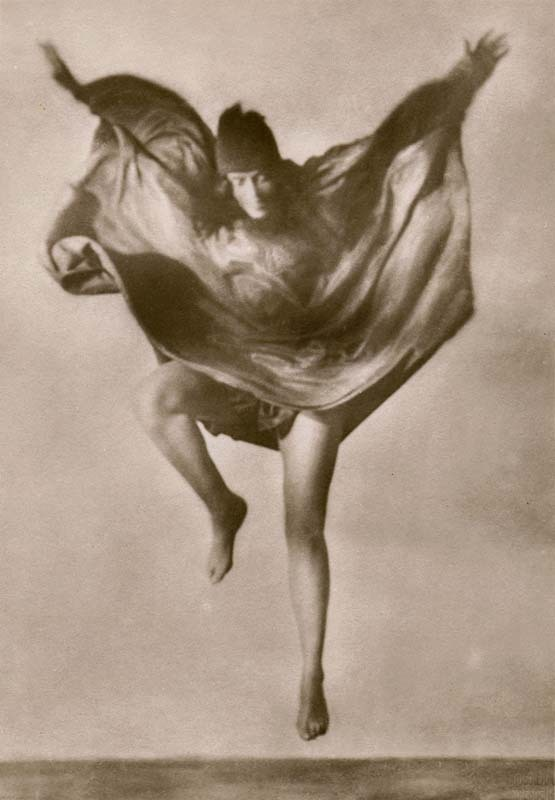
Mary Wigman bailando su Hexentanz (baile de brujas) en 1926.

Finalizada la Primera Guerra Mundial, Wigman se emancipó de la escuela de Laban y emprendió una gira por la recién instaurada República de Weimar (1919-1933). Sus actuaciones en Hamburgo y Dresde (1919) fueron bien acogidas por el público y fue precisamente en esta última ciudad donde decidió fundar su famosa escuela en 1920. Entre su alumnado, tan numeroso como internacional, cabe destacar grandes talentos de la danza como Gret Palucca, Yvonne George, Hanya Holm, Margarete Wallman, Vera Skoronell, Berthe Trümpy, Max Terpis, Pola Nireńska y Harald Kreutzberg, quienes a su vez tuvieron una exitosa carrera artística y fundaron sus propias escuelas.
Wigman coreografió muchos solos y grupos de danza con los que emprendió giras célebres por Europa y América (debutó en Londres en 1928, en Nueva York en 1930), exhibiéndose incluso en las Olimpiadas de Berlín (1936) con su obra Die Totenklage (canto fúnebre). La danza expresionista o nueva danza (Ausdruckstanz o Neuer Tanz en alemán) se popularizó de tal forma que Wigman abrió academias por toda Alemania y una en Nueva York, bajo la dirección de Holm.
Durante el nazismo (1933-1945), la actividad de la escuela de Dresde fue de más a menos. Si bien actuó en las Olimpiadas de Berlín, Wigman se negó, un año más tarde, a participar en un homenaje a Hitler. En 1942, el Ministerio de Propaganda del Reich, después de todo, prohibió trabajar a Mary Wigman porque su danza era considerada «arte degenerado». Wigman se vio obligada a cerrar su escuela y el edificio pasó a ser propiedad de la ciudad.

### Posguerra y últimos años
Pese a la destrucción de su academia de danza y a que tuvo que abandonar su casa de Dresde, la bailarina siguió enseñando y presentando sus obras en otros lugares de Europa. También colaboró con otros artistas y coreógrafos y en 1949, Wigman se instaló en Berlín Occidental, donde fundó una nueva escuela de danza expresiva, el Mary Wigman Studio. Wigman permaneció activa hasta su muerte en 1973, primero como bailarina y profesora, y posteriormente se dedicó a dar conferencias en su país y en el extranjero. Hoy en día se celebra como una figura importante en la historia de la danza moderna y del expresionismo alemán.

## Teoría y técnica
Para Mary Wigman, la danza era una expresión del interior del individuo, haciendo especial hincapié en la expresividad frente a la forma. Así otorgaba especial importancia a la gestualidad, ligada a menudo a la improvisación, así como al uso de máscaras para acentuar la expresividad del rostro. Sus movimientos eran libres, espontáneos, probando nuevas formas de moverse por el escenario, arrastrándose o deslizándose, o moviendo partes del cuerpo en actitud estática, como en la danza oriental. Se basaba en un principio de tensión-relajación, lo que procuraba mayor dinamismo al movimiento. Además utilizó las nociones de caída-recuperación para diagramar las posibilidades entre estos dos polos, que ella consideraba como «muertes» (uno de los motivos por los cuales sus exploraciones en el movimiento la anclaron no en un periodo de la historia de la danza formalista, sino de la expresionista). Fue concretamente Wigman quien comenzó a utilizar la quietud como potencial en el movimiento, no como sinónimo de silencio ni vacío. Creó coreografías realizadas enteramente sin música, a la vez que se liberaba de las ataduras del espacio, que en vez de envolver y atrapar al bailarín se convirtió en una proyección de su movimiento, persiguiendo aquel viejo anhelo romántico de fundirse con el universo. Siempre sostuvo que el movimiento vale más que muchas palabras, y denominó a su producción como «danza absoluta», alegando que la danza simplemente es.

## Obras

### Libros y artículos
La teoría y técnica arriba mencionada fue recogida a lo largo de su carrera en varios libros y artículos que escribió. 
Por un lado, entre sus artículos más importantes encontramos “El cuerpo como lenguaje” (1927), donde argumenta que el cuerpo humano es el recurso más significativo para la expresión de emociones; “La importancia de la danza” (1928); y “La danza como medio de expresión” (1930), cuyo argumento principal es la relación entre la danza y la vida cotidiana y la necesidad de que esta primera sea parte integral de la educación.
Por otro lado, publicó varios libros entre los cuales se encuentran “El lenguaje de la danza” (Die Sprache des Tanzes) y “El camino hacia la danza” (Der Weg zum Tanz). El primero, publicado en 1930, es considerado como una de las obras más importantes sobre la danza moderna. En él Wigman manifiesta su filosofía y enfoque de la danza contemporánea. Por ejemplo, Wigman describe su Danza del Dolor („Tanz des Leides“), mostrando, así, el uso de las máscaras y su importancia:
"Los bailarines se sentaban en el suelo, apoyados contra la pared, y miraban las máscaras que tenían sobre el regazo: Un minuto, dos minutos, cinco minutos. No se dijo ni una palabra. Sólo una suave melodía ascendente de gong invadía la sala. A la noche siguiente, lo mismo. Sólo que esta vez los bailarines deslizaban las máscaras sobre sus propios rostros y se miraban en la imagen de un espejo que habían traído consigo. Así, poco a poco, nos fuimos apropiando del estilo y el carácter de las máscaras".
“El camino hacia la danza” fue publicado en 1954 y en él, Mary Wigman narra su vida desde su infancia hasta su madurez como bailarina y coreógrafa.

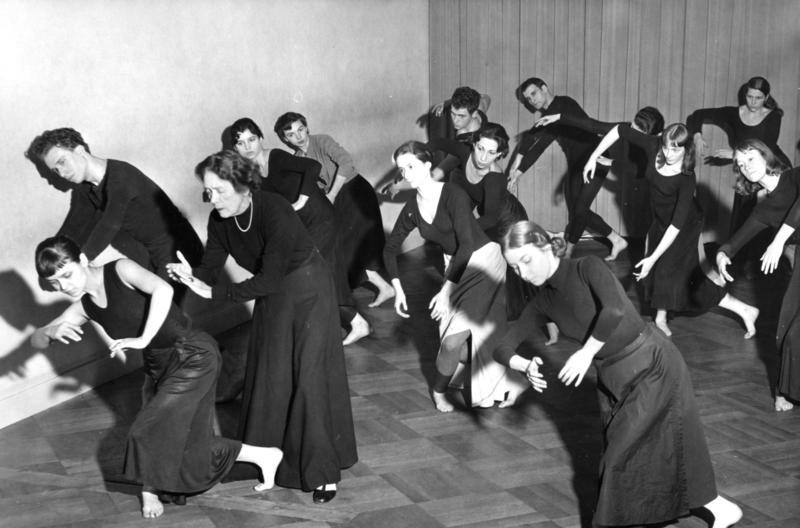
Mary Wigman Studio

Esta lista a continuación contiene las publicaciones de Mary Wigman:
1. "Die sieben Tänze des Lebens" (Los siete bailes de la vida), 1927
2. "Das Mary Wigman-Buch" (El libro de Mary Wigman), 1929
3. "Die Sprache des Tanzes" (El lenguaje de la danza), 1930
4. "Einstufungsbuch für den Ausdruckstanz" (Libro de clasificación para la danza de expresión), 1932
5. "Kompositionen" (Composiciones), 1935
6. "Der Weg zum Tanz" (El camino hacia la danza), 1954
7. "Die Wiederkehr des Tanzes" (El retorno de la danza), 1958
8. "Levant" (Levantarse), 1963 (autobiografía póstuma)
9. "Mary Wigman: Essays" (Ensayos), 1975. Este último libro reúne sus artículos y ensayos más importantes.

### Obras de danza
Entre las obras de danza más destacadas creadas por la artista y consideradas como pioneras en la danza moderna y expresionista se encuentran:
1. Hexentanz (Danza de las brujas), 1914
2. Der sieben Tänze (Los siete bailes), 1914
3. Tanz-Symphonie, 1914
4. Opfer (Ofrenda), 1924
5. Totenmal (Danza fúnebre), 1930
6. Die sieben Todsünden (Los siete pecados capitales), 1933
7. Der Chinesische Teetisch (La mesa de té china), 1938
8. Die Nachtigall (El ruiseñor), 1940
9. Die Erschaffung der Welt (La creación del mundo), 1952

Estas obras están consideradas como pioneras en la danza moderna y expresionista.
En el Archivo Alemán de la Danza (Deutsches Tanzarchiv Köln) se encuentra la lista completa de las obras de baile de Mary Wigman.

## Controversias y crítica
Para entender la obra y el legado de Mary Wigman en un contexto más amplio, es esencial tratar las controversias en las que se vio envuelta y las observaciones negativas que algunos críticos hicieron sobre su obra. Cabe recordar que estas controversias y críticas deben enmarcarse en el contexto histórico que la rodeó y que, aunque se critiquen algunos aspectos de su vida y su obra, es importante reconocer su legado y su contribución a la danza contemporánea a escala mundial.
En primer lugar, su asociación con el régimen nazi fue una de las principales controversias relacionadas con la bailarina. Durante el período de poder del partido Nacionalsocialista, esta fue una de las pocas coreógrafas que pudo continuar trabajando algunos años, a pesar de que su arte fuera denominado “arte degenerado”. Sin embargo, también se sabe que mantuvo cierta distancia con el régimen y que a sus 55 años (a principios de los años 40) abandonó la profesión. Se pone en duda, por lo tanto, la postura de Wigman ante el tema, ya que, por un lado, se dice que su estilo de danza se ajustaba a la estética nazi, y que Wigman hacía énfasis en la identidad cultural alemana en su trabajo, pero que, por otro lado, el propio régimen la culpaba por asociación como alguien que muestra simpatías judías. Y su danza es denunciada, no sólo por sus influencias orientales, sino por la intensidad de su expresión angustiada, un rasgo que no podía ser tolerado por el régimen.
En segundo lugar se encuentra la utilización de la danza como medio de expresión política: Mary Wigman empleó con frecuencia la danza como instrumento de expresión política, lo que generó controversia. Algunas de sus coreografías más famosas, como la "Danza de las brujas", se han considerado comentarios políticos y sociales sobre el mundo en que vivía. Para ella, la danza debe concienciar y denunciar la realidad. Se aparta de la danza escénica para referir cuerpos angustiados, imperfectos y conscientes de la emoción interna desde sus propias experiencias, como por ejemplo vivencias y sentires de la Primera Guerra Mundial. Su uso del baile como medio de expresión política ha sido, sin embargo, cuestionado por algunos críticos en especial debido a su figura ambivalente en relación con la época y situación en el que se situaba.
Además, su danza también ha sido criticada por ser demasiado individualista y por hacer demasiado énfasis en la expresión corporal. Walter Sorell, por ejemplo, calificó su estilo como “esquemático y rígido”.